# Jim Duggan
James Stuart Duggan (*14. ledna 1954 Glens Falls) je bývalý americký profesionální wrestler. Je více znám pod svým ring name Jim Duggan.

## Biografické informace
- Narozen: 14. leden 1954, Glens Falls, USA
- Ring names: Big Jim Duggan, The Convict, „Hacksaw“ Jim Duggan
- Váha: 122 kg
- Výška: 191 cm
- Podle storyline pochází z: Tittusville, USA
- debut: 1979
- trénován: Fritz von Erich
- člen brandu: RAW

## Dosažené tituly
- IWA World Heavyweight Championship (1×)
- IWC Tag Team Championship (1×)
- PWA Southern Tag Team Championship (1×)
- Legends a Lions Tag Team Championship (1×)
- TASW Heavyweight Championship (1×)
- Mid-South Louisiana Heavyweight Championship (1×)
- Mid-South North American Heavyweight Championship (1×)
- Mid-South/UWF World Tag Team Championship (2×)
- WCW United States Heavyweight Championship (1×)
- WCW World Television Championship (1×)
- Vítěz Royal Rumble (1988)
- WWE Hall of Fame (2011)
- Slammy Award (2×)